# Klaus Darga
Klaus Viktor Darga (nascut el 24 de febrer de 1934 a Berlín (Alemanya) és un jugador d'escacs alemany, que té el títol de Gran Mestre des de 1964.
Tot i que ha romàs pràcticament inactiu des de començaments dels 1990, a la llista d'Elo de la FIDE de març de 2014, hi tenia un Elo de 2453 punts, cosa que en feia el jugador número 90 d'Alemanya. El seu màxim Elo va ser de 2550 punts, a la llista de gener de 1971.

## Resultats destacats en competició
El 1951 Darga es va proclamar Campió Juvenil de la República Federal d'Alemanya, en guanyar el campionat nacional Sub-20. Va demostrar la seva força internacional compartint la primera plaça al Campionat del món juvenil d'escacs de 1953, amb l'argentí Oscar Panno, tot i que el títol de campió va ser per a l'argentí en aplicació del sistema de desempat Sonneborn-Berger. Fou Campió de la RFA el 1955, a Frankfurt am Main, un títol que repetiria posteriorment el 1961. Se li va atorgar el títol de Mestre Internacional el 1957 i el de Gran Mestre el 1964. El mateix any 1964 va competir a l'Interzonal d'Amsterdam, on va guanyar la seva partida particular contra el futur campió del món Borís Spasski.
La seva millor actuació fou al torneig de Winnipeg de 1967, on va empatar a la primera plaça amb Bent Larsen, per davant de Borís Spasski, Paul Keres, i d'altres jugadors d'elit mundial.
Va jugar, representant Alemanya en deu Olimpíades d'escacs entre 1954 i 1978. Juntament amb Wolfgang Unzicker i Lothar Schmid, va constituir en aquests anys la columna vertebral del poderós equip olímpic de la República Federal d'Alemanya. També va ser seleccionador alemany d'escacs.

### Carrera posterior
Klaus Darga es va retirar com a professional dels escacs i va dedicar-se a treballar de programador d'ordinadors per IBM.

## Partides destacades
- Klaus Darga vs Borís Spasski, Interzonal de 1964